# اچ‌ام‌اس ئی۹
اچ‌ام‌اس ئی۹ (به انگلیسی: HMS E9) یک زیردریایی بود که طول آن ۱۸۱ فوت (۵۵ متر) بود. این زیردریایی در سال ۱۹۱۳ ساخته شد.